# Fomitopsidaceae
Fomitopsidaceae é uma família de fungos da ordem Polyporales . A maioria das espécies é parasitária em plantas lenhosas e tende a causar apodrecimento marrom .  O nome vem de Fomitopsis (que significa "parecendo Fomes ") + -aceae (um sufixo usado para formar nomes de família taxonômicos).'

## Gêneros
- Amylocystis'
- Antrodia
- Auriporia
- Buglossoporus
- Climacocystis
- Coriolellus
- Dacryobolus
- Daedalea
- Donkioporia
- Fibroporia
- Fomitella
- Fomitopsis
- Fragifomes[1]
- Gilbertsonia
- Ischnoderma
- Laetiporus
- Laricifomes
- Lasiochlaena
- Neolentiporus
- Niveoporofomes[1]
- Oligoporus
- Osteina
- Parmastomyces
- Phaeolus
- Pilatoporus
- Piptoporus
- Piptoporellus[1]
- Pseudofibroporia[2]
- Ptychogaster
- Pycnoporellus
- Postia
- Rhodofomitopsis[1]
- Rhodonia[3]
- Rubellofomes[1]
- Spelaeomyces
- Ungulidaedalea[1]
- Xylostroma

 Em uma proposta de classificação de família dos Polyporales baseada em filogenética molecular, Alfredo Justo e colegas aceitam 14 gêneros nas Fomitopsidaceae:  Anthoporia, Antrodia, Buglossoporus, Cartilosoma, Daedalea, Fomitopsis, Fragifomes, Melanoporia, Neolentiporus, Niveoporofomes, Rhod, Rhodofomitopsis, Rubellofomes e Ungulidaedalea .